# 岡田佑里乃
岡田 佑里乃 （おかだ ゆりの、1998年10月29日 - ）は、日本の女性YouTuber、女優、グラビアアイドルである。三重県出身。フリーで芸能活動をしている。

## 略歴
2018年に7年ぶりに復活した『ミスマガジン2018』に応募。同年7月17日に応募総数2893人から準グランプリに相当する「ミス週刊少年マガジン」を受賞。ミスマガ選出時は芸能事務所に入っておらず無所属であったが、同年12月14日にスターレイプロダクション所属となったことを自身のツイッターで発表。
2020年9月8日スターレイプロダクションから退所したことを報告。退所に伴い約2年半のshowroom配信を終了し、新たにPocochaにて配信をスタート(配信ネーム：岡ちゃん)。以降、フリーで芸能活動中。
旧Youtubeチャンネル『岡ちゃんねる』から新Youtubeチャンネル開設『岡ちゃんねる。【岡田佑里乃】』へ移動した。　茨城トヨペット公式アンバサダー。

## 人物
先述のミスマガジンで一般応募から勝ち上がったことから「三重の奇跡」と言われている。
モーニング娘。佐藤優樹のファン。Hello! Projectオフィシャルファンクラブ会員
好きな音楽はモーニング娘。、ボカロ系。好きな漫画・アニメはHUNTER×HUNTER。好きなゲームはポケットモンスター、あつまれどうぶつの森。
趣味はハーバリウム作り、英会話、美容関係、動物と触れ合うこと。特技は笑顔・耳が動かせる・合気道。
免許・資格は普通自動車第一種運転免許(AT限定)、ネイル(ジェル＆ポリッシュ3級)を取得している。

## 出演

### テレビ番組
- テレビ東京「深夜に発見！新shock感 〜一度おためしください〜」2019年3月16日
- テレビ朝日「全力坂」「浄心寺坂」2020年3月25日深夜
- BSテレ東「スポさま」2020年3月29日 最終回
- テレビ朝日「全力坂」「逸見坂」2020年4月13日深夜
- テレビ朝日「全力坂」「伊賀坂」2020年4月27日深夜
- カンテレ・フジテレビ系全国ネット 「華丸大吉＆千鳥のテッパンいただきます！」 2020年12月8日　生見愛瑠役　再現VTR出演
- カンテレ・フジテレビ系全国ネット「華丸大吉＆千鳥のテッパンいただきます！」 2021年1月19日　日向坂46佐々木久美役　再現VTR出演
- 台湾全国ネット 民間全民電視公司(民視/Formosa TV/FTV)「日本必去三重縣」2021年1月23日　三重オススメスポット紹介https://www.youtube.com/watch?v=7kC7Q5fGjtU
- テレビ東京系列・ バンダイチャンネル 「アイカツプラネット！」 第4話 やまとなでしこロック変化
- テレビ東京「一夜づけ」第9期生　2021年4月～
- WINTICKET/ABEMA 競輪・オートレースCH　3月29日川崎競輪場　アルコ＆ピース、岡田佑里乃、松嶋えいみ
- テレビ東京「出没！アド街ック天国」 9/9(土)放送

### CM広告
- SHARP ｢AQUOS R3｣
- スマホアプリ｢MU：奇蹟の覚醒｣
- 源清田商事「有機甘栗」TVCM
- PGIボートレース　バトルチャンピオントーナメント
- 小田急「箱根フリーパス」
- カゴメ「AOJIL SOYLATTE」
- シー・ビー・ティ・ソリューションズ「資格de就職」
- ゲームアプリ「モバイルレジェンド」 クリスマス編
- ビジコム/BUSICOM　TVCM
- ライブ配信アプリ「HAKUNA」webCM
- ロート製薬「肌ラボASMR」webCM
- 数学検索アプリ「クァンダ」 数学の呪い〜 webCM
- シグマ電機　TVCM
- 第2回全国ボートレース甲子園　webCM
- 茨城トヨペット［ブランドCM］　webCM
- ノーリツ　 ロボットお父さん～風呂ノ中家の日常～　風呂ノ中 真湯 役[11]
- パソコンスクール「AVIVA」　webCM
- エネオス　ENEOSエネアポ予約webCM「車検」篇
- 住友建機「金属リサイクル機」　webCM
- ツミレバ　webCM
- pay-easy ペイジー キャンペーンwebCM [12]
- 奈良県王寺町PR動画　WebVR
- pay-easy ペイジー キャンペーン webCM「自動車税の納付編」
- UR賃貸住宅『団地探偵R～娘とパパの部屋探し篇～』小羽役[13]
- Jackery「ポータブル電源」 webCM
- 茨城トヨペット「あたらしい感動体験がはじまります」　webCM
- ハリー・ポッター：呪文と魔法のパズル＜１周年をお祝いしよう＞　webCM
- ボートレース平和島「68th BOAT RACE DERBY」webCM
- 名刺アプリ「meisees」webCM
- 富山のブランド米「富富富」TVCM　「あっさり！」「オール米ティ～♡」「ちょ～冷めてる！」の3バージョン
- はごろもフーズ「Carboff」webCM
- 魚だし茶漬け 膳じろう「心も体も温まる女性編」webCM
- テスコム tescom beauty カタログモデル
- Panasonic Officialチャンネル　パナソニック㈱インダストリー社 ｢社内を巡ってイイね発見！｣リポーター
- 粧美堂 ふたえコスメ｢TWOOL MAGAZINE vol.1、vol.2、vol.3｣ モデル
- CBTソリューションズ　CM「頼めがみ。」編
- UR賃貸住宅 くらしのカレッジ　～岡田佑里乃さんが「高島平団地」を訪問！～【団地インプレッション動画】
- 竜泉寺の湯 スパメッツァおおたか　PV
- 『ロト・ナンバーズ・ビンゴ5 たった1000円で億万長者！毎日当たる！10億円プレート』（ムック）2022年7月29日(金)発売号　インタビュー
- 「パチンコ 真・怪獣王ゴジラ2」2022年8月1日全国導入　少美人役
- 人事院・法務省　令和4年度刑務官募集ポスター　モデル
- 旅行相談Hakken　webCM
- 茨城トヨペット「トヨペットcafe」CM
- 山梨の山日YBS 企業ガイダンス2025 TVCM
- タカラトミー　みんなワロタww　⑧『“こいする”おとめフィルター編』CM
- タイトークレーンゲーム「タイクレ」TVCM
- 横浜市水道局　広報動画
- フォートナイト　ギフトカードCM　全国ファミリーマート店内デジタルサイネージ
- DigitalDIY「迫力満点のホラーゲームに最適！タレント岡田佑里乃がLEVEL∞のBTOPCでバイオハザードに初挑戦！」インタビュー＆コラム
- 納付書にペイジーマークがあったらチャンス!現金1万円が500名様に当たるキャンペーン広告　期間2024年4月1日から7月2日

### 舞台
- 劇団ミスマガジン「ソウナンですか?[14]」（2018年11月7日 - 11日、新宿・シアターブラッツ） - けいこ 役[15]
- アリスインプロジェクト「アリスインデッドリースクール邂逅[16]」（2021年9月8日 - 12日、新宿村LIVE） - 黄市恵美 役
- 会議は踊る、されど進まず　特別篇（2022年11月11日19時30分開演　シアターKASSAI）ゲスト出演

### 映画
- オムニバス映画「青春カレイドスコープ」「夏色のマフラー」 [17]
- 「とうめいな生き物たち」[18]
- 「トラップ・ガール」(小橋美玖 役) 2021年2月12日公開[19]

### テレビドラマ
- ハイポジ 1986年、二度目の青春。（2020年1月11日 - 3月28日、テレビ大阪・BSテレ東） - 天野美憂 役[20]

### ウェブドラマ
- 告ったり、フラれたり #39「関西弁は反則だよ」（2019年11月15日、YouTube）[21]
- オンラインシネマ「Sucker Punch」（2020年5月29日、ABEMA）[22] - 奈菜 役

### ミュージック・ビデオ
- 阿部真央 ｢どうしますか、あなたなら｣ [23]
- REIGN 「ME」 [24]
- .(dot)any 「ほころび」[25]
- FUKIベストアルバム「LOVE」「CRY」ジャケット

### WEB配信
- AbemaTV 矢口真里の火曜The NIGHT#105【特別企画】ミスマガジン水着で大集合SP
- リクエスト絵 【ミスマガジン2018 / 岡田佑里乃】ミスマガオーディションを受けた時の話 | ゲストの話を聞いて即興で描いてみた【イラストメイキング】vol.36　[26]
- ZENONZARD Official YouTube Channel【ZENONZARD BReAK #15】
- 『即興コントステージ・オンライン』（2021年1月24日開催 第一部13時/第二部17時　無観客・生配信） 出演：岡田佑里乃、桜田茉央、りりた、他
- UR賃貸住宅契約メリットPR動画 「団地探偵R～娘とパパの部屋探し篇～」（2021年） - 小羽 役[27]
- ドラゴンクエスト ダイの大冒険 -魂の絆-【リアルドラゴンキラーオークション】YOUTUBE （2021年11月21日開催） ゲスト：田口尚平アナウンサー（MC）、岡田佑里乃、よきゅーん
- ドラゴンクエスト ダイの大冒険【GAME PROJECT 2021年 冬の特大号!!】YOUTUBE （2021年12月18日開催 14:00～）
- ドラゴンクエスト ダイの大冒険 -魂の絆-【ゲーム情報ダイ公開！魂の絆 ハーフアニバーサリー生放送！】YOUTUBE （2022年3月25日開催 20：00〜）
- ドラゴンクエスト #ダイの大冒険 GAME PROJECT TGS2022特ダイ号!!　YOUTUBE/ニコニコ動画/Twich （2022年9月18日開催 12:45〜配信）
- れんれん&香恋ちゃんのLIVE配信　YOUTUBE （2022年10月30日20:30〜）　【出演】東条澪、橘香恋　ゲスト：岡田佑里乃
- ボートレース公式映像配信 JLCレジャーチャンネル　YOUTUBE

### アプリゲーム
- 農園婚活

### 書籍
- ミスマガジン2018デジタル写真集「花ざかりの女神たち」[28]
- 岡田佑里乃　デジタル写真集「ボンキュッボン」

### 雑誌
- ヤングマガジン 2018/10月22日(月)巻末 遭難コラボ
- 週刊少年マガジン 11号　表紙と巻頭グラビア沢口愛華＆岡田佑里乃
- ヤングマガジン 14号　乃木坂46衛藤美彩さんと対談インタビュー
- 週刊ヤングマガジン 19号 巻末グラビア
- 週刊プレイボーイ/週プレ No.24 2019年6月17日号
- 月刊ヤングマガジン 2018/9　表紙ﾐｽﾏｶﾞ2018
- 週刊ヤングマガジン No.31 2019.7.15　表紙ﾐｽﾏｶﾞ2018
- 週刊プレイボーイ/週プレ No.46 2019年11月18日号
- ヤングガンガン NO.20　2019.1.18　巻末9P
- ヤングガンガン 2019 No.23　付録DVD
- 「CMNOW」VOL.201 2019 11-12 “見つけた！キラリ☆ガール” 源清田商事 有機甘栗TVCM
- 週刊ヤングマガジン 2020 2・3合併号 ミスマガ2018&2019グラビアジャック！次世代スター勢揃い♡ミスマガジン年末コラボ祭り！
- ヤングアニマル 第2号 2020年1月10日 巻末8P
- 週刊プレイボーイ No.21 2020年 5/25号　沖縄グラビア
- 「CMNOW」VOL.205 2020 7-8 “見つけた！キラリ☆ガール”
- ヤングチャンピオン 2020年6月23日 No14

### イベント
- 2019年4月7日　ミスマガコラボカフェイベント　場所:秋葉原「カフェメイリッシュ」 　ミスマガコラボカフェ期間:4月7日(日)〜14日(日)
- 2019年6月19日 WBO世界スーパーフライ級王者決定戦　 ラウンドガール[29]
- 2019年9月28日　未来のいのちを守る植樹祭2019 in 明和町　ゲスト[30]
- Abema シネマ「suckerPunch」オンラインシネマ上映&トークイベント 2020年6月21日(日)14:00上演回 / 16:00上演回  https://onlinecinema.theshop.jp/items/30303589
- ｢岡田佑里乃 Birthday Party 2020｣[31]　10月31日(土)　開場14時15分 開演14時30分
- ｢岡田佑里乃 Bithday Party 2021｣ 開催10月31日(日)東京都港区　受付14時00分  開始14時15分
- 東京ゲームショウ2023　インフィニティストラッシュ発売直前！ドラゴンクエスト ダイの大冒険 GAME PROJECT特報ステージ　2023年9月24日11:00